# 玛吉阿米

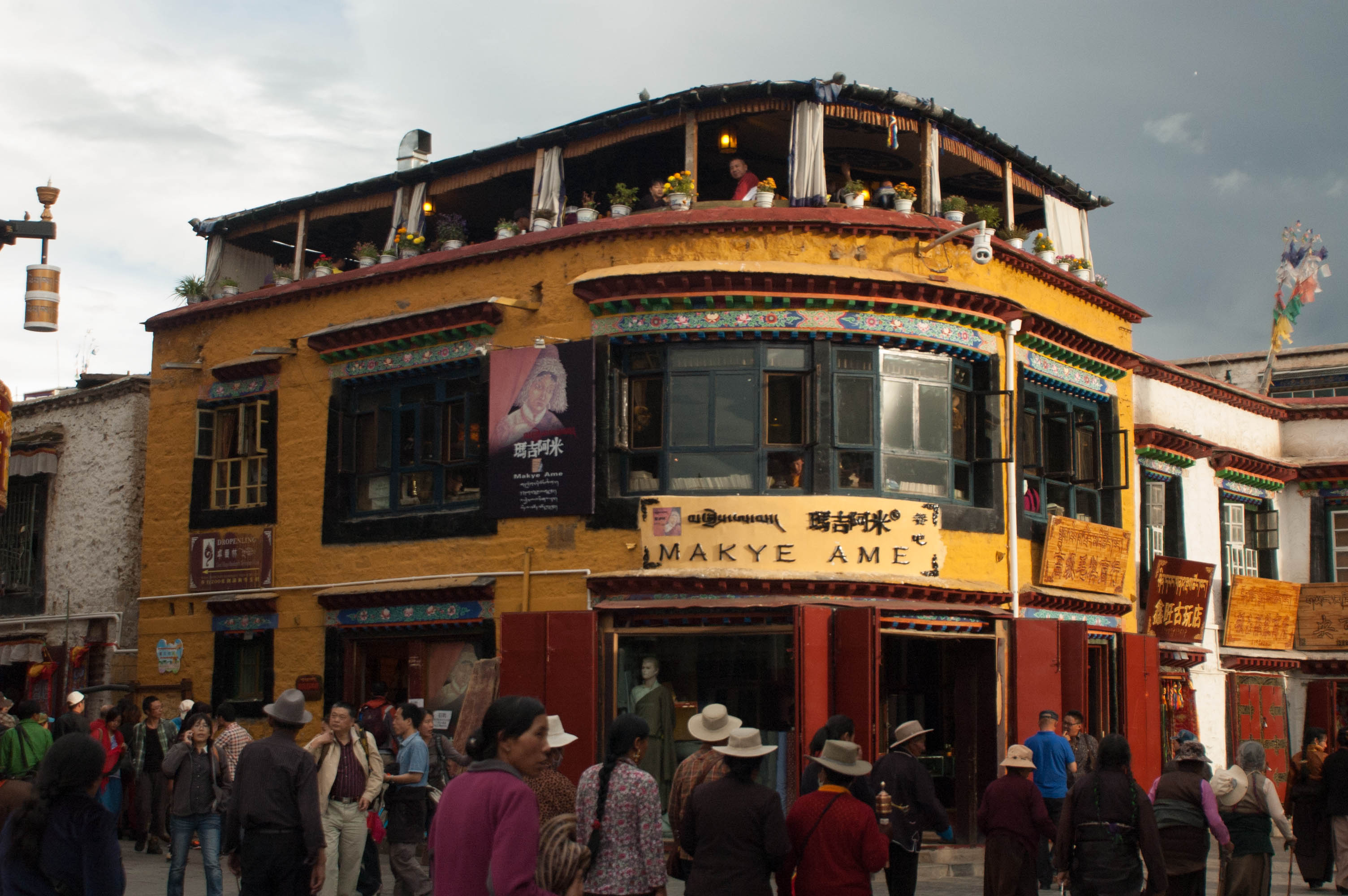
玛吉阿米

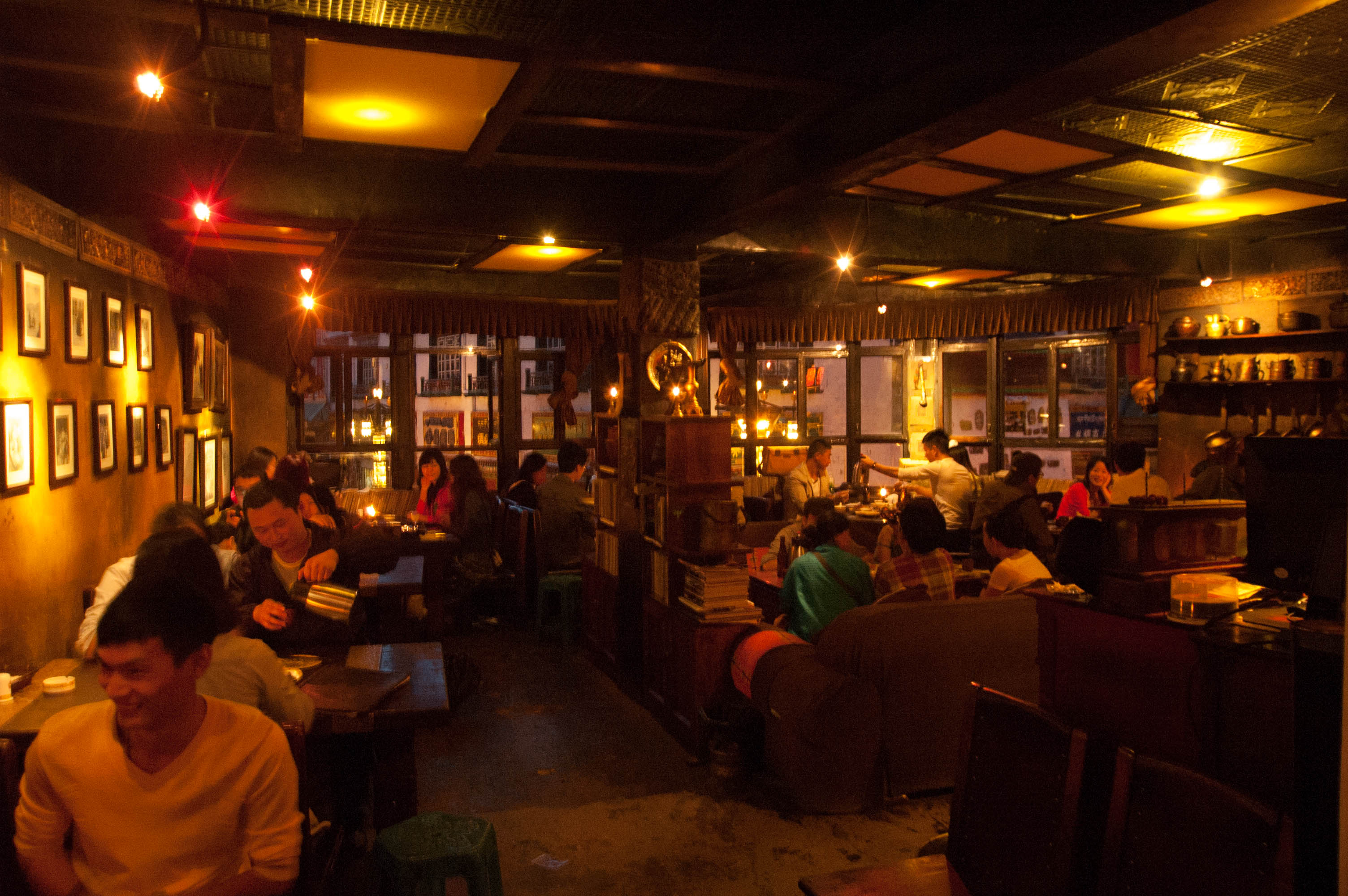
玛吉阿米内景

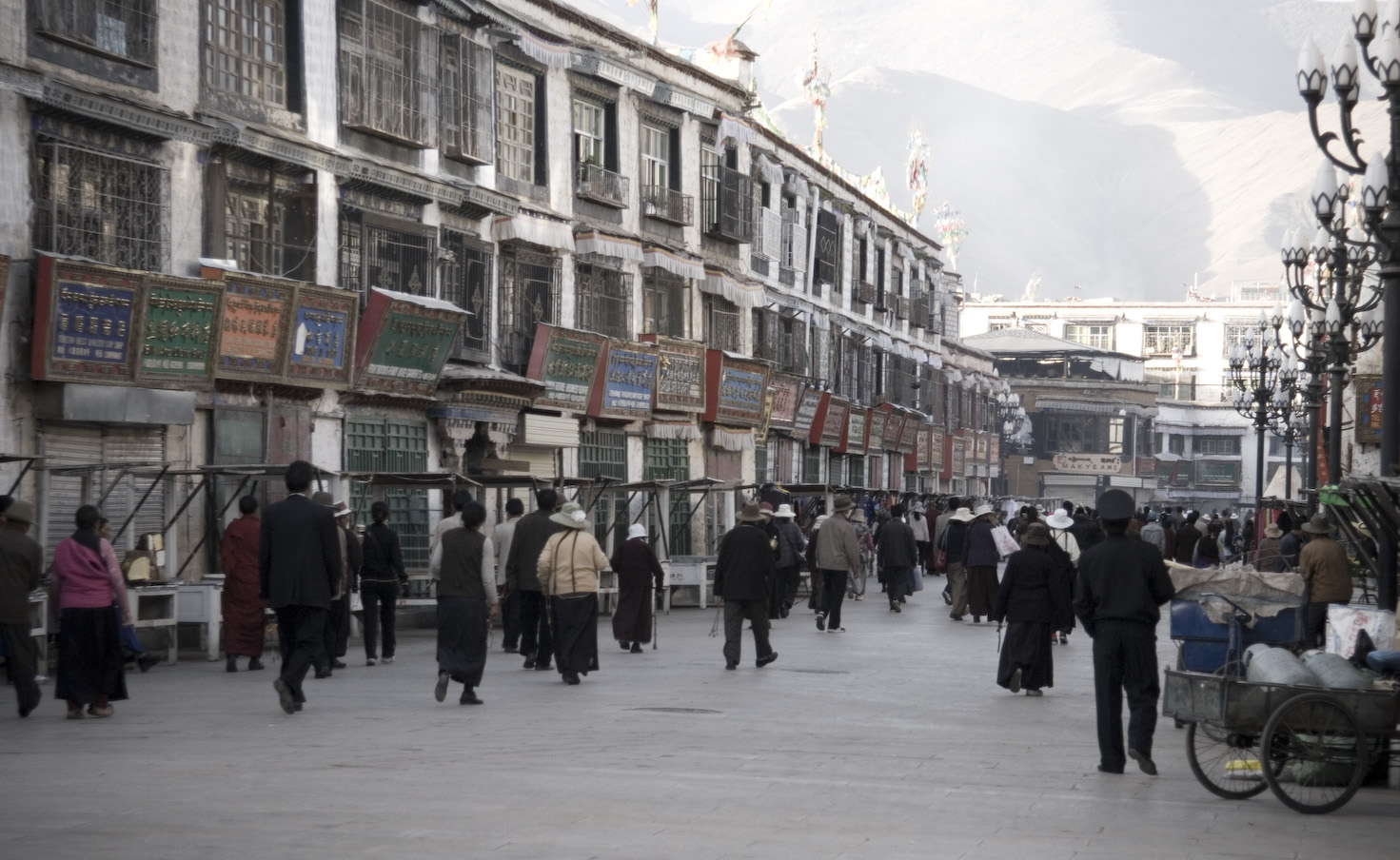
道路尽头处的小黄房子就是玛吉阿米

玛吉阿米（makye ame）是一家以尼泊尔、印度、西藏风味为主的餐厅。总店设在西藏自治区拉萨市八廓街的东南角，在北京和昆明设有分店。

## 简介
藏语“玛吉阿米”意为“未嫁娘”。关于六世达赖仓央嘉措与玛吉阿米，有许多不同版本的传说，“玛吉阿米”的身份也无定论。有传说称，玛吉阿米出自仓央嘉措的情诗，相传是仓央嘉措情人的名字。传说当年仓央嘉措与玛吉阿米幽会之所，即如今拉萨八廓街东南角的玛吉阿米所在的这幢土黄色小楼。也有说法称，“玛吉阿米”是这座黄房子酒馆的老板娘。还有的藏学家认为，仓央嘉措的作品虽然通常被视为情诗，但也可能是其浪漫主义的写诗手法，以使其诗具备较为丰富的宗教内涵，那位月光般的姑娘实际上是仓央嘉措所寻找的度姆女神。
在西藏，该小楼这种鲜艳的黄色只可用于寺庙外墙或者高僧的住所，甚至连八廓街上的贵族府邸都不敢涂成黄色，所以这座小楼非常引人注目。罗布林卡的八廓街壁画证明，到21世纪初，300年来该小楼一直是黄色的。
这座黄色的小楼名叫“顿苏色康”，意为“大经旗杆旁的黄房子”。这是因为该楼与大经旗杆甘丹塔钦靠近，小楼外表又是黄色，故得名。
1997年，康巴汉子、藏传佛教信徒泽朗王清因工作原因来到拉萨，注意到这座黄色的小楼。当时，该小楼已经是一座餐馆，由三位美国姑娘出资经营，主要由其中两位在该餐馆打理。但餐厅生意不好，两位姑娘正想回美国，乃委托泽朗王清为她们寻找一位合适的餐馆经理。泽朗王清则提出将餐馆卖给他。两位姑娘商量了一夜，决定将黄房子转让给泽朗王清，并提出留下其中一位姑娘帮助从未涉足餐饮业的泽朗王清，将餐馆引入正轨。当时在四川成都拥有一家广告公司的泽朗王清退掉了在广告公司的股份，开始专心经营黄房子，并为其取名“玛吉阿米”。
在留下的那位美国姑娘的协助下，泽朗王清对餐馆进行了改造。玛吉阿米的沙发配有藏式桌布，墙角的木架上放满各种语言的图书，墙壁上既有佛像也有涂鸦。门上挂有月光少女掀门帘的画像。三楼阳台上支起了白色帐篷，可在此俯瞰八廓街。餐馆经营步入正轨后，名气逐渐升高，成了八廓街的一个地标，甚至成为到拉萨的人必来的景点。
据泽朗王清介绍，玛吉阿米的黄色外墙，是藏族民众听说了仓央嘉措的故事，为纪念仓央嘉措而涂成黄色。西藏各地，仓央嘉措活动过的地方，建筑也被涂成明黄色。这种待遇是其他各世达赖没有的。
拉萨的玛吉阿米带有浓郁的西藏风格，客人以外国游客为主，故餐品价格较高。餐厅内的茶几上有许多留言本，来自世界各地的旅游者在上面写满感想，餐厅曾将这些留言结集出版。玛吉阿米楼顶的平台可俯瞰八廓街、八廓东街、八廓南街。